# 德里納河省

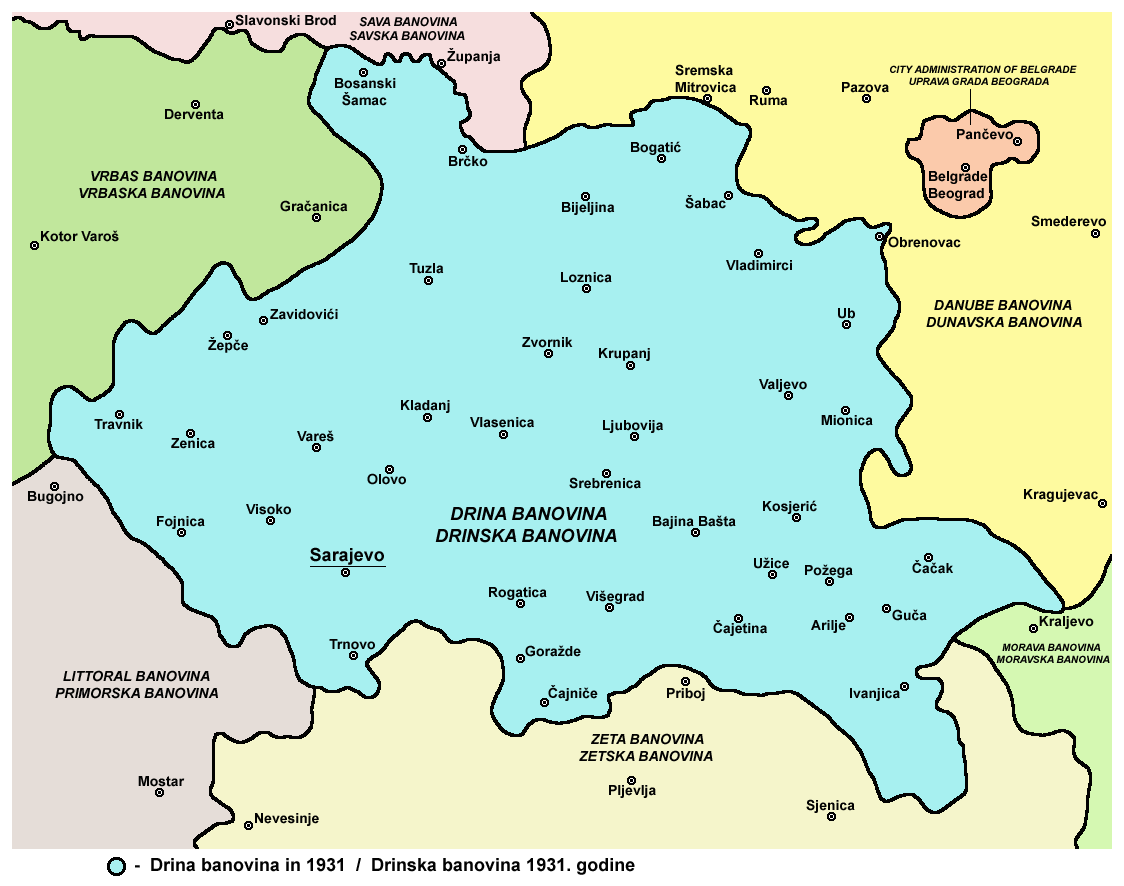
德里纳河省 (1931)

德里纳河省 (塞尔维亚语和波斯尼亚语：/) 在1929至41年是南斯拉夫王国的一个省，领土包括波斯尼亚和黑塞哥维那和塞尔维亚部分地区，因德里纳河而得名，首府是萨拉热窝。
1941年，该省被轴心国占领和废除，领土并入克罗地亚独立国和纳粹德国的塞尔维亚占领区。战后，该地成为南斯拉夫社会主义联邦共和国下辖的波斯尼亚和黑塞哥维那和塞尔维亚部分。

## 参看
- 坡德林耶 (Podrinje)
- 波斯尼亚坡德林耶县 (Bosnian Podrinje Canton)
- 坡德林耶 (塞尔维亚)

43°52′00″N 18°25′00″E / 43.8667°N 18.4167°E